# Allan Lindberg
John Allan Lindberg (ur. 21 czerwca 1918 w Fagersta, zm. 2 maja 2004 w Örebro) – szwedzki lekkoatleta, który specjalizował się w skoku o tyczce.
W 1948 roku zajął 12. miejsce w finale konkursu podczas igrzysk olimpijskich w Londynie. Złoty medalista mistrzostw Europy z 1946 roku. Dwa razy w karierze (w 1946) poprawiał rekord Szwecji. Rekord życiowy: 4,20 (20 września 1946, Praga).